# Eburodacrys alini
Eburodacrys alini là một loài bọ cánh cứng trong họ Cerambycidae.